# Shire-Hochland
Das Shire-Hochland (englisch Shire Highlands) ist ein gestreckter, etwa 130 km langer Gebirgszug in Malawi entlang des Shire-Flusses von Bangula im Süden bis Liwonde im Norden. 

## Geografie
Im Wesentlichen ist es eine lange Hochebene auf etwa 900 m Höhe, aus der von Süden nach Norden Berge wie der Thyolo 1462 m, der Soche 1533 m, der Ndirande 1612 m, der Chiradzulu 1773 m und das Zomba-Massiv mit über 2000 m ragen. Der Domasi River teilt das Zomba-Massiv in zwei Teilregionen, nördlich das Malosa-Plateau und südlich das Zomba-Plateau.
Wegen seines gemäßigten Klimas (vergleichbar mit Norditalien) und den Monsunniederschlägen, die die meisten Quellen des Shire-Hochlandes ganzjährig sprudeln lassen, war der einst nahezu unbewohnte Gebirgsrücken bei Briten sehr beliebt, die dort mit dem Anbau von Tee, Holz, Getreide bald eine intensive Plantagenwirtschaft betrieben. Nicht von ungefähr liegt dort Blantyre, das wirtschaftliche Zentrum von Malawi. Die in der Kolonialzeit verlaufene wirtschaftliche Entwicklung zog einen verkehrstechnischen Ausbau der Region nach sich, da es von allen anderen malawischen Agrarregionen den Exporthäfen an der mosambikanischen Ozeanküste am nächsten lag. Diese Lage bewirkte auch, dass Zomba zur damaligen Hauptstadt des Kolonialgebietes British Central Africa Protectorate im Jahre 1891 ausgewählt wurde, obwohl die Stadt im Süden des langgestreckten Landes liegt.
Touristisch ist neben Blantyre das Zomba-Plateau über der gleichnamigen Stadt interessant, wo man über weite Grasflächen und durch dichte Wälder wandern kann. Der steile Abfall in das Tal des Shire erlaubt einen Panoramablick. Wie der Mulanje ist es ein beliebtes Ausflugsziel. In den Hochlagen des Zombe-Plateau wird Forstwirtschaft betrieben. In der Zomba Mountain Plantation gehören zu den Kulturgehölzen die Kiefernarten Pinus patula und Pinus oocarpa sowie die Mulanje-Zeder (Widdringtonia whytei). Die Talsperren Chingwe Dam und Mulunguzi Dam versorgen den Zomba-Distrikt mit Trinkwasser.

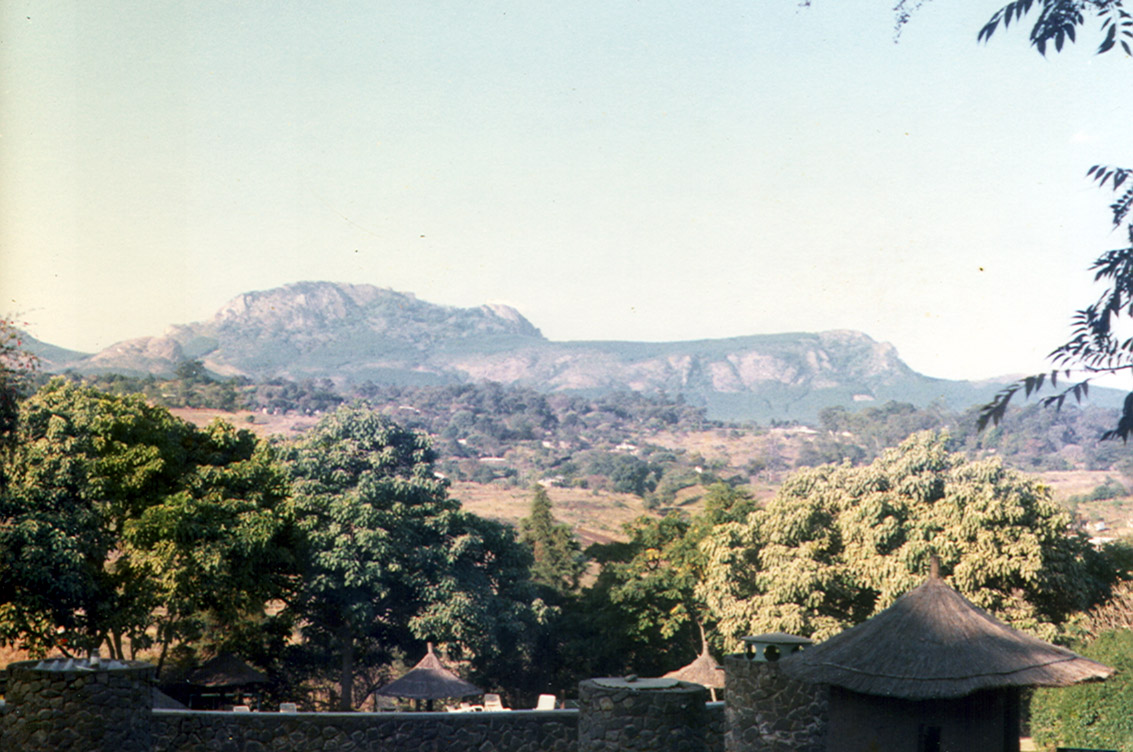
Shire-Hochland bei Blantyre mit Berg Ndirande
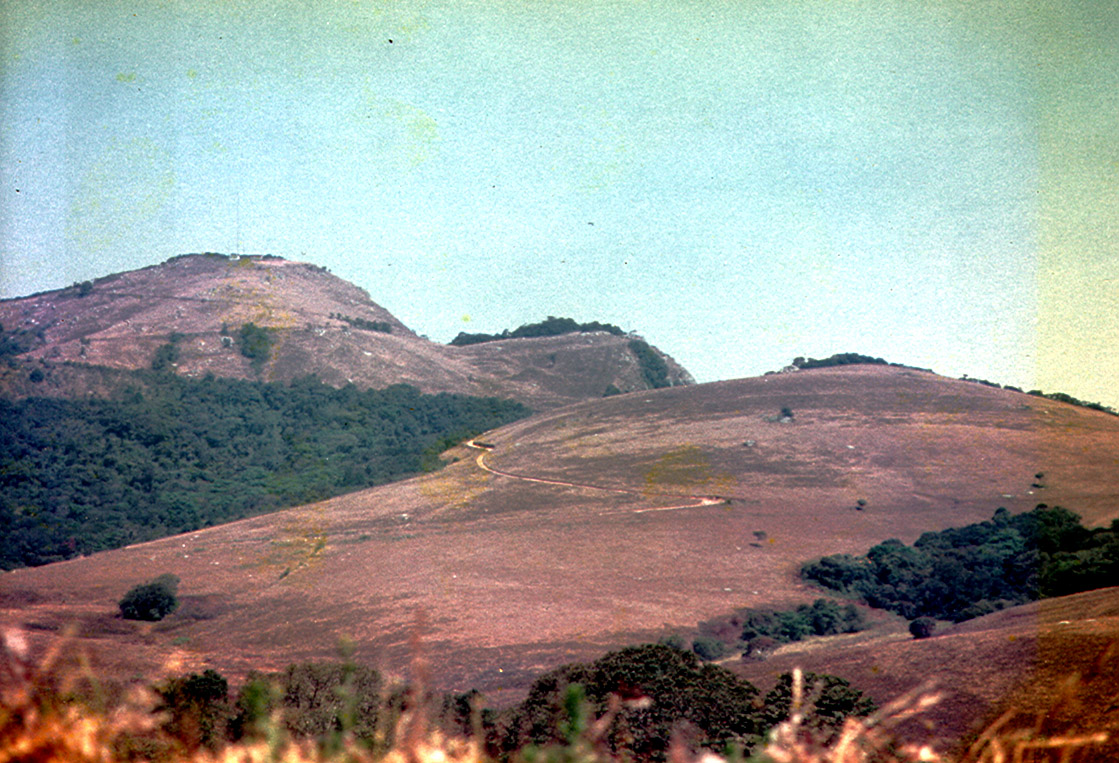
Zomba-Plateau
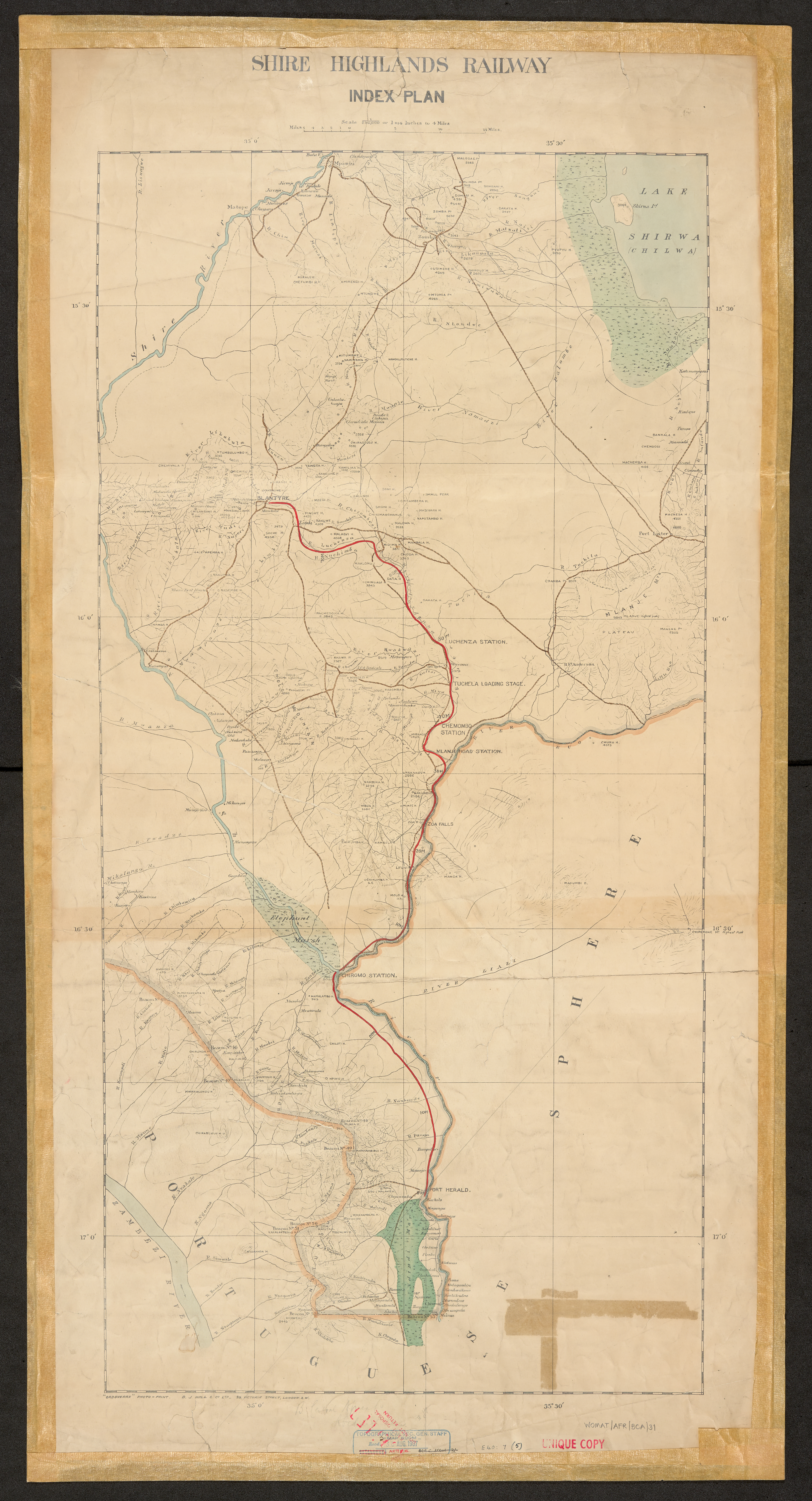
Lageplan der Shire Highlands Railway (um 1905)